# Озиља
Озиља (итал. Osiglia) је насеље у Италији у округу Савона, региону Лигурија.
Према процени из 2011. у насељу је живело 287 становника. Насеље се налази на надморској висини од 669 м.

## Становништво
Према резултатима пописа становништва 2011. у општини је живело 469 становника.
| 1931. | 1936. | 1951. | 1961. | 1971. | 1981. | 1991. | 2001. | 2011. |
| ----- | ----- | ----- | ----- | ----- | ----- | ----- | ----- | ----- |
| 1.157 | 1.101 | 1.018 | 803   | 686   | 572   | 504   | 470   | 469   |